# Tscheharek
Tscheharek (auch Tscherek, beides „Viertel“) war ein persisches Längenmaß. 
- 1 Tscheharek = 4  Girre/Ghire = 8 Bar (etwa 26 Zentimeter)
  - 1 Arschine = 4 Tscheharek

Vor 1924 betrug in Täbris der Wert 280 Millimeter und in Teheran und Schiras 256,25 Millimeter. Die unterschiedliche Ableitung des Maßes einmal von Barid und das andere Mal von Zer mocasar hat diesen Unterschied bewirkt.